# Без'ядерна планета
Без'ядерна планета — гіпотетичний тип планети земної групи, в якій повністю відсутнє металеве ядро. Вся планета (або її тверда частина) в такому випадку за замовчуванням складається тільки з величезної мантії.

## Формування
Відповідно до сучасних методів досліджень, планета, позбавлена металевого ядра, може утворитися двома способами.
- У першому випадку, все залізо, що міститься в планеті, зв'язується з допомогою хондритів, з утворенням відповідних мінералів. Відповідні для цього умови виникають, якщо планета знаходиться далеко від своєї зірки, де прохолодніше.

- У другому випадку необхідна велика кількість вільної води і велика кількість вільного заліза. При охолодженні планети залізо реагує з водою, виділяючи оксиди заліза і водень. Зрештою залізо не зможе залишитися в незв'язаному вигляді і опуститися до ядра, і залишиться в мантії.

## Характеристики
Оскільки без'ядерна планета позбавлена ядра, отже, вона буде повністю позбавлена магнітного поля. Відрізнити без'ядерну планету і ядерні можна також за невеликою різницею в розмірах (без'ядерна планета матиме трохи більші розміри), однак на даному етапі досліджень екзопланет відрізнити без'ядерну планету від ядерної поки що не можна.